# ヴィッラノーヴァ・トゥーロ
ヴィッラノーヴァ・トゥーロ（イタリア語: Villanova Tulo）は、イタリア共和国サルデーニャ自治州南サルデーニャ県にある、人口約1,100人の基礎自治体（コムーネ）。

## 地理

### 位置・広がり

#### 隣接コムーネ
隣接するコムーネは以下の通り。括弧内のNUはヌーオロ県、ORはオリスターノ県所属を示す。
- ガドーニ (NU)
- イジーリ
- ラーコニ (OR)
- ヌッリ
- サーダリ
- セウーロ